# 晃州镇
新晃镇是中华人民共和国湖南省怀化市新晃侗族自治县下辖的一个乡镇级行政单位。

## 行政区划
新晃镇下辖以下地区：
老晃城社区、中山门社区、桥南社区、太阳坪社区、龙溪口社区、日光村、红光村和三拱桥村。

## 历史
2015年11月9日，兴隆镇、方家屯乡、大湾罗乡、新晃镇成建制合并设立“晃州镇”。

## 地理
晃州镇坐落在新晃侗族自治县北部，北面和西北面是贵州省铜仁市，南面是禾滩镇，西南是鱼市镇，东面是波洲镇。
㵲阳河流经晃州镇。
杨家坳水库、半溪水库是晃州镇的两座大型水库。
晃州镇的主要山有：冷风坡，海拔663米；万宝山，海拔636米；滚马坡，海拔916.7米。

## 交通
- 沪昆铁路：新晃站[6]
- 320国道[6]
- 232省道[6]

## 旅游景点
晃州风雨桥，横跨㵲阳河。
燕来寺，汉传佛教寺院。